# Księga Judyty
Księga Judyty [Jd, Jdt] (heb. יְהוּדִית) – jedna z ksiąg biblijnych, wchodząca w skład katolickiego i prawosławnego kanonu Starego Testamentu, zaliczana do ksiąg deuterokanonicznych. Przez Kościoły protestanckie uważana jest za apokryficzną. W Septuagincie i jej przekładach na inne języki, znajduje się bezpośrednio po Księdze Tobiasza.

## Opis
Księga podzielona jest na 16 rozdziałów. Nabuchodonozor, który w żadnym wypadku nie może być identyfikowany z którymś z historycznych władców, wzywa wszystkie ludy ziemi do walki z Arfaksadem, królem Medów. Jego wezwanie pozostaje jednak bez odpowiedzi. Po wygranej wojnie władca decyduje się zemścić na opornych wasalach. Najlepszy jego wódz Holofernes, na czele potężnej armii wyrusza na wojnę. Lud Izraela, który niedawno wrócił z niewoli, pod dowództwem najwyższego kapłana Joakima, decyduje się odeprzeć wroga. Zajmują miasto Betulię. Holofernes tymczasem dotarł już w okolice i niebawem rozpoczął oblężenie miasta, jednak po 34 dniach oblężenia Betulia nie mogła się dłużej bronić. W tym momencie pojawia się Judyta, młoda i piękna wdowa, zdecydowana sama obronić miasto. Po modlitwie wieczornej, pięknie odziana, udaje się do obozu Asyryjczyków, każe się zaprowadzić do Holofernesa i uwodzi go w ciągu trzech dni. Czwartego dnia w czasie wspólnej wieczerzy, gdy Holofernes się upija, Judyta odcina mu głowę. Wkłada do kosza i powraca do Betulii. O świcie wywieszono głowę na murach miasta. Gdy ją ujrzało wojsko asyryjskie, uciekło w popłochu. Izraelici rzucili się w pogoni za nimi i ich rozgromili.
Opowieść o Judycie nie znajduje potwierdzenia w faktach historycznych. Motyw pięknej kobiety, która udaje się do siedziby wroga, aby go uwieść, a następnie podstępnie zabić, mógł zostać zapożyczony z mitologii ugaryckiej. W spisanej jeszcze w epoce brązu „Opowieści o Aghacie”, królewna Paghat mści się w taki właśnie sposób na niejakim Yatpanie, zabójcy brata Paghat. Księga Judyty należy do tzw. ksiąg wtórnokanonicznych. Sobór trydencki potwierdził kanoniczność księgi w Kościele katolickim. Pierwotny tekst księgi był zapewne semicki (aramejski lub hebrajski). Dzisiaj posiadamy jedynie opracowanie greckie. Św. Hieronim znał krótszy tekst aramejski. Księga powstała najprawdopodobniej w okresie machabejskim II w. p.n.e.
Tradycja katolicka i prawosławna widzi w Judycie, bohaterskiej niewieście, typ Maryi, Matki Jezusa. Z tego powodu bardzo często czytania liturgiczne świąt maryjnych zaczerpnięte są z tej księgi.

## Judyta w kulturze europejskiej

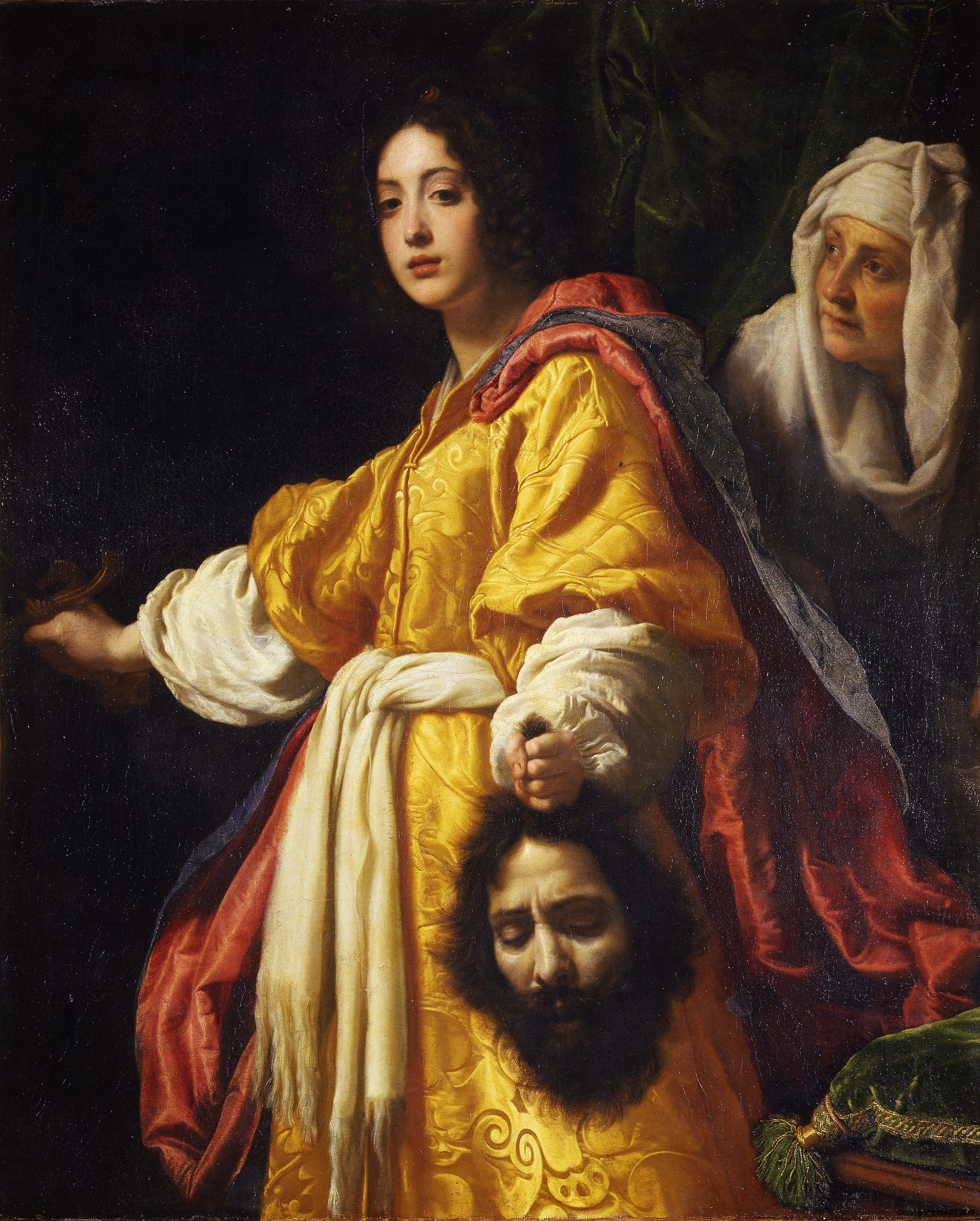
Judyta z głową asyryjskiego wodza Holofernesa

Najstarsze zachowane wyobrażenie historii Judyty datowane jest na VIII wiek (fresk w rzymskiej bazylice Santa Maria Antiqua), jednak prawdopodobnie istniały wcześniejsze mozaiki. Potem przedstawiana była często w średniowieczu, szczególnie na obszarze Cesarstwa. Trafiła również do moralitetów. Interpretowano ją jako kobiecy odpowiednik biblijnego Dawida, pogromcy silniejszego Goliata. Najbujniejszy rozkwit zainteresowania motywem Judyty przypada na czasy renesansu (zarówno na Północy jak na Południu) oraz baroku. Znany jest cykl obrazów Lukasa Cranacha starszego przedstawiających Judytę z odciętą głową Holofernesa. W sztuce włoskiej najsłynniejszy obraz autorstwa Botticellego przedstawia filigranową postać Judyty niosącą na wpół przykrytą, odciętą głowę wroga. Betulijka jest również bohaterką obrazów Andrei Mantegni, Michała Anioła, Giorgiona.
Barokowi twórcy równie chętnie sięgali do motywu Judyty. Istnieją dwa główne rodzaje odwołań: ukazywanie fragmentów historii biblijnej, najczęściej momentu zabójstwa albo, rzadziej, Judyty zwycięskiej, prezentującej trofeum. Wśród nich wyróżnia się szczególnie obraz Artemizji Gentileschi przedstawiający brutalny moment zabójstwa. Judytę malowali również Caravaggio, Rubens, Lavinia Fontana, Guido Reni. Później motyw stracił na znaczeniu, choć odwoływali się do niego np. Camille Corot i Horace Vernet. Gustav Klimt na obrazach Judyta I i Judyta II ukazał Judytę jako femme fatale, która uwodzi mężczyzn, a następnie doprowadza ich do zguby.
W 1840 r. powrócił do niego Friedrich Hebbel w tragedii Judyta. Przedstawił tam niezgodną z biblijnym przekazem wizję zwycięstwa Judyty. Nie była już cnotliwą wdową działającą zgodnie z boską wolą, ale została ukazana jako kobieta niespełniona, swoista femme fatale. Zamiast, jak w opowieści biblijnej, być waleczną wdową zabijającą Holofernesa, jest ofiarą gwałtu i urażonej ambicji zabijającą w poczuciu krzywdy i bezsilności.
W 1716 r. Antonio Vivaldi napisał oratorium Judyta triumfująca.